# پیتر فولی
پیتر فولی (انگلیسی: Peter Foley؛ زادهٔ ۱۰ سپتامبر ۱۹۵۶) بازیکن فوتبال اهل بریتانیا است.
از باشگاه‌هایی که در آن بازی کرده‌است می‌توان به باشگاه فوتبال آکسفورد سیتی، باشگاه فوتبال گیلینگام، باشگاه فوتبال آکسفورد یونایتد، و باشگاه فوتبال اکستر سیتی اشاره کرد.
وی همچنین در تیم ملی فوتبال زیر ۲۱ سال جمهوری ایرلند بازی کرده‌است.